# Ванчиковецька сільська територіальна громада
Ванчиковецька сільська громада — територіальна громада України, у Чернівецькому районі Чернівецької області. Адміністративний центр — село Ванчиківці.
Площа громади — 171,8 км², населення — 14 441 мешканець (2020).
- В 2019 р. у наслідок децентралізації в Україні та адміністративно-територіальної реформи в Україні 2015-2020 рр.  було утворено нова територіальна громада - Ванчиковецька сільська громада,

## Географія

### Загальне положення
Громада розташоване на Надпрутнянській рівнині, вздовж лівого берега Прута. Через громаду проходить автошлях Н10 Чернівці-Кишинів.  Через громаду пролягає залізнична лінія Чернівці — Ларга. Центр громади розташован за 40 км від обласного центру та 15 км від пункт пропуску через державний кордон України на кордоні з Молдовою  — Мамали́га. Громада розташоване на лівому березі річки Прут.

### Адміністративний устрій

#### Колишні сільські ради
Сільські ради які утворили об'єднану територіальну громаду:
1. Ванчиківці (Ванчиківці та Ванчинець/ Фегедеу)
2. Жилівка/ Синжер
3. Костичани (Костичани, Думени та Новоіванківці/ Пол-Ванчікауць)
4. Тарасівці
5. Форосна
6. Черленівка
7. Щербинці

#### Населені пункти
У складі громади 10 сіл:
1. Ванчиківці
2. Ванчинець (Фегедеу)
3. Думени
4. Жилівка (Синжер)
5. Костичани
6. Новоіванківці (Пол-Ванчікауць)
7. Тарасівці
8. Форосна
9. Черленівка
10. Щербинці

#### Старостати та села громади
| № | старостат                               |    | село                          | прапор  | герб    | площа (межах населеного пункту) | населення         |
| № | Ванчиковецька сільська громада          | 10 |                               |         |         | 171,8 км2                       | 14441 осіб (2015) |
| - | --------------------------------------- | -- | ----------------------------- | ------- | ------- | ------------------------------- | ----------------- |
| 1 | Ванчиківці                              |    |                               |         |         |                                 |                   |
|   |                                         | 1  | Ванчиківці                    |         |         |                                 | 2656              |
|   |                                         | 2  | Ванчинець/ Фегедеу            | no data | no data |                                 | 246               |
| 2 | Черленівський старостинський округ №1   |    |                               | no data | no data |                                 |                   |
|   |                                         | 1  | Черленівка                    | no data |         |                                 | 2236              |
|   |                                         | 2  | Жилівка/ Синжер               | no data | no data |                                 | 725               |
|   |                                         | 3  | Форосна                       | no data | no data |                                 | 987               |
|   |                                         | 4  | Щербинці                      | no data | no data |                                 | 693               |
| 3 | Костичанівський старостинський округ №2 |    |                               |         |         | 6,801 км2                       | 3523              |
|   |                                         | 1  | Костичани                     |         |         | 2,255 км2                       | 1357              |
|   |                                         | 2  | Думени                        |         |         | 2,549 км2                       | 1186              |
|   |                                         | 3  | Новоіванківці/ Пол-Ванчікауць |         |         | 1,727 км2                       | 980               |
| 4 | Тарасовецький старостинський округ №3   |    |                               | no data | no data |                                 | 5330              |
|   |                                         | 1  | Тарасівці                     | no data | no data |                                 | 5330              |

## Символіка Ванчиковецької сільської громади

### Прапор Ванчиковецька сільська громада
Прапор Ванчиковецької громади
На полотні зображено три горизонтальні рівновеликі смуги. Верхня смуга — блакитного кольору, що символізує мирне небо, вірність, чесність. Середня смуга — жовтого кольору, що символізує добробут та достаток мешканців громади. Нижня смуга, червоного кольору — великодушність, мужність, відвагу, сміливість.
В центрі прапора розміщено герб Ванчиковецької громади.
| колір     | RGB          | CMYK              |
| --------- | ------------ | ----------------- |
| блакитний | 14, 167, 255 | 95%, 35%, 0%, 0%  |
| жовтий    | 239, 255, 0  | 6%, 0%, 100%, 0%  |
| червоний  | 175, 1, 12   | 0%, 99%, 93%, 31% |

Прапор прийнят на сесії сільської ради 22.03.2024.
Церемоніальний штандарт голови
Для особливих випадків прийнят особистий штандарт голови громади.
Церемоніальний штандарт голови громади  – прапор у кольорах прапора громади доповнений декоративними елементами, полотно прямокутної форми з співвідношенням ширини до довжини a : b = 3 : 4 В центрі прапора великий герб громади. По кутам геральдичні елементи з герба: верхній кут у древка та нижній у вільного краю сонце, нижній кут у древка та верхній у вільного краю пів-місяць направлений рогами до центру. По краям прапора золотий візерунок на червоному. На візерунку 7 сердець  по кількості сільських рад які утворили громаду. Серця різного кольору у порядок веселки починаючи із червоним з верхнього кута у вільного краю прапора по годинникової стрілки закінчуючи із фіолетовим у верхньому куті у древка. В центрі зверху чорно-біла зірка із сімома променями - Ванчиковецка  територіальна громада. Зворотній бік штандарта голови громади білого кольору. У центрі логотип громади. По кутам геральдичні елементи з герба: верхній кут у древка та нижній у вільного краю пів-місяць направлений рогами до центру, нижній кут у древка та верхній у вільного краю сонце. По краям прапора золотий візерунок на червоному. На візерунку 7 сердець  по кількості сільських рад які утворили громаду. Серця різного кольору у порядок веселки починаючи із червоним з верхнього кута у вільного краю прапора по годинникової стрілки закінчуючи із фіолетовим у верхньому куті у древка. В центрі зверху чорно-біла зірка із сімома променями.
Полотно кріпіться до древко з допомогою окремих стрічок. Щоб прапор не сповзав вниз, верхня стрічка прикріплена до древко з допомогою шурупа або цвяха з бронзовою пів-кулястою голівкою. На верхньому кінці – верхівка (наконечник) виконана з бронзи у вигляді списа. Древко з натуральної дерева покритою лаком або фарбою (яка не змінює колір дерева). Довжина древко не менш як 2,5 ширини прапора.
| колір               | RGB           | CMYK                   |
| ------------------- | ------------- | ---------------------- |
| чорний              | 0, 0, 0       | 100%, 100%, 100%, 100% |
| білий               | 255, 255, 255 | 0%, 0%, 0%, 0%         |
| пурпуровий (фиолет) | 166, 108, 255 | 35%, 58%, 0%, 0%       |
| синій               | 0, 60, 146;   | 100%, 59%, 0%, 43%     |
| блакитний           | 49, 167, 255  | 81%, 35%, 0%, 0%       |
| зелений             | 5, 135, 0     | 96%, 0%, 100%, 47%     |
| жовтий              | 239, 255, 0   | 6%, 0%, 100%, 0%       |
| помаранчевий        | 255, 158, 21  | 0%, 38%, 92%, 0%       |
| червоний            | 204, 0, 0     | 0%, 100%, 100%, 20%    |
| червоний (темний)   | 175, 1, 12    | 0%, 99%, 93%, 31%      |

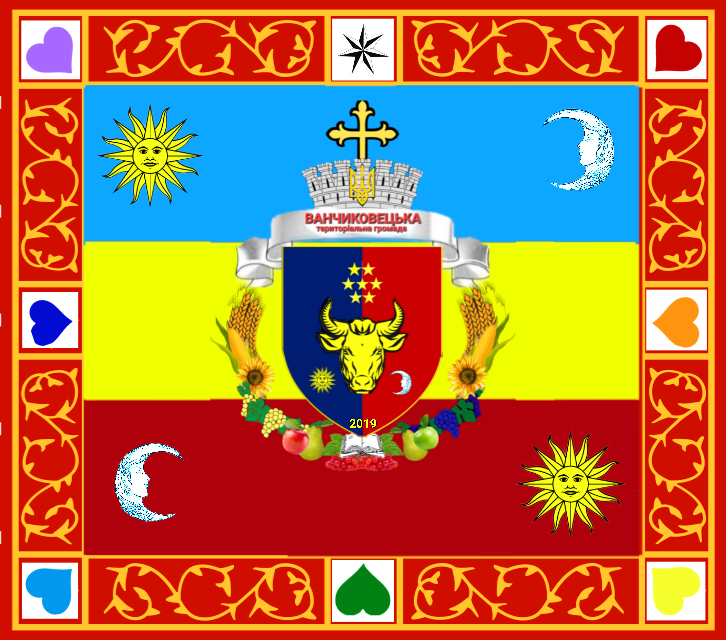
Церемоніальний штандарт голови Ванчиковецької громади
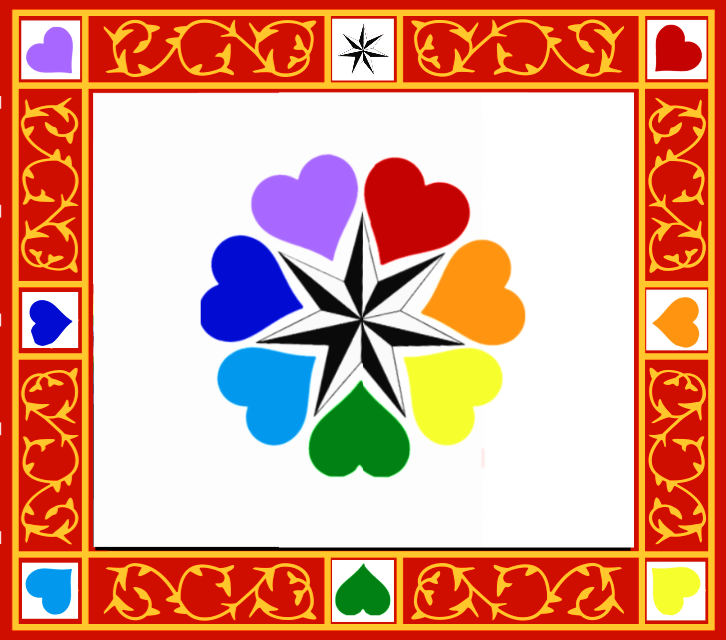
Церемоніальний штандарт голови Ванчиковецької громади (зворотний бік)

### Герб Ванчиковецька сільська громада
Герб Ванчиковецької громади
В основі великого герба  - щит розділений двома кольорами: синім та червоним, характерними для гербів Буковинського краю ще з 15 сторіччя
Голова Тура - символ сили та достатку
Розміщені один напроти одного срібний місяць та золоте сонце, вказують на рух вперед на розвиток та прагнення до світла, неперервності життєвого циклу.
Та сім золотих зірок зверху між рогами тура, як символ семи сіл громади яки на час утворювання громади мали органи місцевого самоврядування - сільську раду:
- Ванчиківці (Ванчиківці та Ванчинець/ Фегедеу)
- Жилівка (Синжер)
- Костичани (Костичани, Думени та Новоіванківці/ Пол-Ванчікауць)
- Тарасівці
- Форосна
- Черленівка
- Щербинці

В низу щита напис золотого кольору 2019 - рік утворювання Ванчиковецької сільської громади.
Навколо щита знизу до середини вінок із пшениці, кукурудзи, соняшника, винограду, яблука та груші. Ліва та права частин з'єднуються у центрі гронами калини. Все це символізує сільськогосподарську діяльність більшості мешканців громади.
Внизу між щитом та вінком відкрита книга - джерело знань.
Над щитом стрічка білого (срібного) кольору як символ миру та чистоти із назвою червоного кольору об'єднаної  територіальної громади - Ванчиковецка  територіальна громада.
Над всієї геральдичної композиції сімозубцова мурова корона  срібного (білого) кольору, кількість башт корони відповідає кількості колишніх сільських рад.
Накладено на мурову корону український тризуб золотого (жовтого) кольору - суверенітет України.
Над короною золотий (жовтий) православний хрест - як символ що більшість мешканців громади православні християни.
Кольорова гамма герба Ванчиковецкої  територіальної громади
| колір             | RGB           | CMYK                   |
| ----------------- | ------------- | ---------------------- |
| червоний          | 204, 0, 0     | 0%, 100%, 100%, 20%    |
| синій             | 1, 23, 119    | 99%, 81%, 0%, 53%      |
| жовтий            | 239, 255, 0   | 0%, 99%, 93%, 31%      |
| білий             | 255, 255, 255 | 0%, 0%, 0%, 0%         |
| чорний            | 0, 0, 0       | 100%, 100%, 100%, 100% |
| зелений           | 5, 135, 0     | 96%, 0%, 100%, 47%     |
| червоний (темний) | 175, 1, 12    | 0%, 99%, 93%, 31%      |

Герб прийнят на сесії сільської ради 22.03.2024.
Логотип - В центрі  чорно-біла зірка із сімома променями як символ об'єднаної  територіальної громади. По колу з 7 сердець по кількості сільських рад (Ванчиківці, Жилівка, Костичани, Тарасівці, Форосна, Черленівка, Щербинці) які утворили громаду. Серця різного кольору у порядок веселки починаючи із червоним по годинникової стрілки закінчуючи із фіолетовим. Логотип може використовуватися замість герба у різні неформальні ситуації. Логотип може використовуватися із назвами сіл по колу.

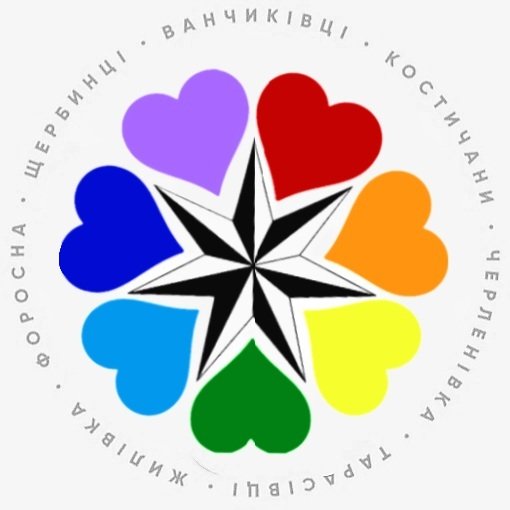
Логотип Ванчиковецької громади
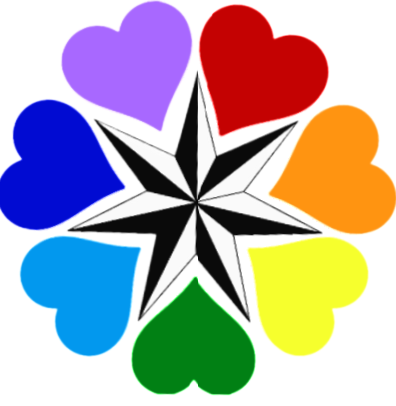
Логотип Ванчиковецької громади

| колір               | RGB           | CMYK                   |
| ------------------- | ------------- | ---------------------- |
| чорний              | 0, 0, 0       | 100%, 100%, 100%, 100% |
| білий               | 255, 255, 255 | 0%, 0%, 0%, 0%         |
| пурпуровий (фіолет) | 166, 108, 255 | 35%, 58%, 0%, 0%       |
| синій               | 0, 60, 146;   | 100%, 59%, 0%, 43%     |
| блакитний           | 49, 167, 255  | 81%, 35%, 0%, 0%       |
| зелений             | 5, 135, 0     | 96%, 0%, 100%, 47%     |
| жовтий              | 239, 255, 0   | 6%, 0%, 100%, 0%       |
| помаранчевий        | 255, 158, 21  | 0%, 38%, 92%, 0%       |
| червоний            | 204, 0, 0     | 0%, 100%, 100%, 20%    |

## Особистості
[ред. | ред. код]
- Апопій Віктор Володимирович - доктор економічних наук.

- Барбуца Сергій (Сержіу) — Історик, журналіст, автор наукових робіт з історії села, церкви, особистостей села, активіст за збереження культури та історії села, адміністратор платформи «Valea Prutului»
- Білік Павло Пентелейович (29.07.1980—16.10.2018) — солдат Збройних сил України, учасник російсько-української війни.
- Ватаману Іон — (01.5.1937- 09.08.1993) румунський письменник (поет, прозаїк, перекладач), вчений у галузі хімії, кандидат хімічних наук, політик. Був членом Спілки письменників СРСР. Був депутатом Парламенту Республіки Молдова.
- Гарабажиу Марія Іванівна — Герой Соціалістичної Праці. Народилася 16.02.1924 р. у с. Костичани, нині Новоселицького району. Працювала у рільничій бригаді, очолювала ланку. За високі врожаї насіння кок-сагизу у 1951 р. присвоєно звання Героя з врученням медалі Золота Зірка та ордена Леніна. Померла у 2005 р. Її ім'я репрезентовано у науково-популярному видані «Вони прославили Буковину»
- Григораш Василь Миколайович — (13.10.1937-) с. Костичани. Український журналіст, редактор. Член Національної спілки журналістів України. У 1963 р. закінчив факультет романо-германської філології Чернівецького держуніверситету, пізніше — факультет журналістики Київської Вищої партійної школи. Працював кореспондентом районної газети «Ленінським шляхом» (м. Новоселиця), заступником редактора районної газети «Будівник комунізму» (смт Глибока), завідувачем відділу обласної газети «Зоріле Буковіней», головним редактором Головної редакції телерадіопередач молдавською мовою Чернівецької державної телерадіокомпанії. Його ім'я включено до інформаційно-енциклопедичного видання «Інформаційний простір Буковини».
- Гургіш Тетяна Миколаївна - українська вчитель французської мови, активний громадський діяч, викладач іноземної мови в Костичанівський ліцей ім. Іона Ватаману. Указом Президента України від 18 серпня 2009 №619 нагороджена орденом Княгині Ольги ІІІ ступеня. Указ підписан президентом України Виктор Ющенко, номер ордена №2101
- Каптар Тоадер — (14.04.1923 — 25.09.1995) музикант, заслужений працівник культури України.
- Мельников Марин Ігорович (1999—2022) — солдат Збройних сил України, учасник російсько-української війни, загинув в ході російського вторгнення в Україну.
- Мойсей Антоній Аркадійович - доктор історичних наук.
- Мойсей Микола Іванович 1923 р. н., стрілець 4 ср 800 сп 143 сд, молдованин, в Червоній армії з 15.06.1944 р., призваний Новоселицьким РВК. На фронті з 15.12.1944 р., поранений 26.03.1945 р. Нагороджений медаллю «За відвагу», наказ № 60-Н від 17.01.1945 р. Дружина — Мойсей Євгенія Павлівна, с. Тарасівці Новоселицького району. 26.03.1945 р. у бою за безіменну висоту, що південніше м. Цедан, червоноармієць Мойсей під жорстоким вогнем противника висунувся вперед і влучним автоматним вогнем знищив обслугу двох кулеметів, які заважали просуванню вперед нашої піхоти. При виконанні цього завдання червоноармієць Мойсей був важко поранений. Гідний урядової нагороди — ордена Слави 3-го ступеня*. *Нагороджений орденом Слави 3-го ступеня. Наказ № 003-Н від 12.04.1945 р. ЦАМО, ф. 1369, оп. 2, спр. 60, арк. 19.
- Нантой Оазу (нар. 3 лютого 1948) — молдовський політик і політолог.
- Нікорич Андрій Володимирович — Кандидат історичних наук, професор Національного технічного університету «Харківський політехнічний Інститут», автор понад 50 наукових та навчально-методичних праць.
- Пантазі Григорій (Ґріґорє) — (24.01 / 6.02.1872 — 09.06.1939) був видатним діячем культури, визнаним за його значний внесок у різні галузі мистецтва, включаючи театральну режисуру, музику, акторську майстерність, хореографію, живопис і скульптуру.
- Паскар Февронія Федорівна — (01.09.1925 — 01.06.2003) — звеньова колгоспу імені Ватутина Новоселицького району Чернівецької області Української РСР. Герой Соціалістичного Труда (06.06.1952)
- Пислару Евгеній — Молдовський політик. Був депутатом Парламенту Республіки Молдова.
- Сабадаш Степан Олексійович — український композитор, диригент, музикант, хормейстер.
- Сака Серафим  — румунський поет.
- Смокіна-Ротару Зінаїда — (28.03.1941 —) поет, автор багатьох збірок поезій для дітей.